# Wolfgang Hinkelbein
Wolfgang Hinkelbein (* 15. Februar 1948 in Nürnberg; † 8. August 2015) war ein deutscher Mediziner und Strahlentherapeut.

## Leben

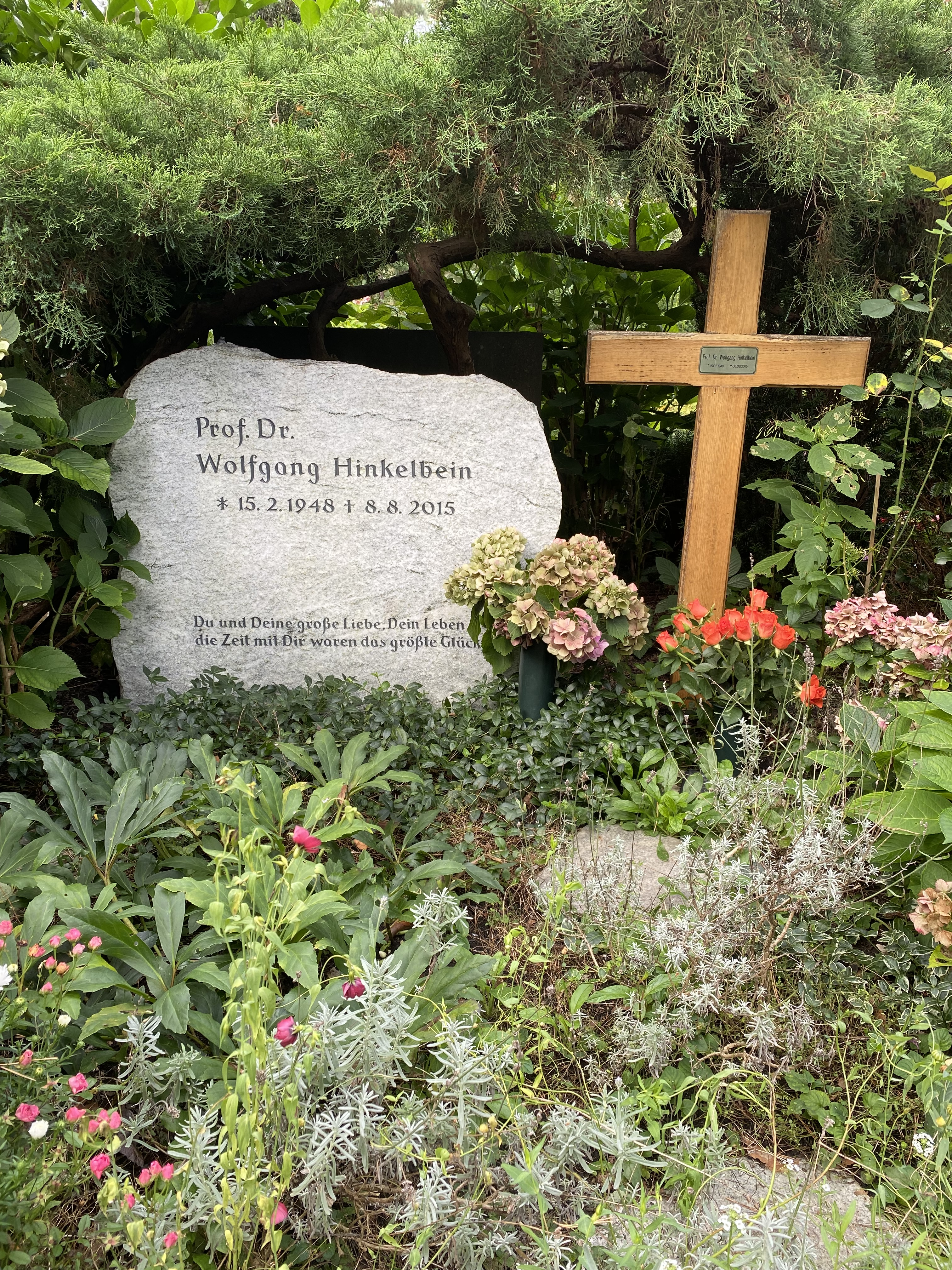
Grabstätte (Feld 011-412)

Wolfgang Hinkelbein studierte nach seinem Abitur in Ludwigshafen am Rhein ab 1967 Medizin an der Albert-Ludwigs-Universität Freiburg in Freiburg im Breisgau. 1974 absolvierte er das Staatsexamen und 1975 die Approbation. 1976 bis 1978 war er als Truppenarzt bei der Bundeswehr tätig. 1977 wurde er in Freiburg mit einer Arbeit über den Mechanismus der Hemmwirkung von Cysteamin zum Dr. med. promoviert. Von 1984 bis 1995 war er Oberarzt am Universitätsklinikum Freiburg und spezialisierte sich auf die Fachgebiete Radiologie und Strahlentherapie. 1989 habilitierte er sich für das Fach Strahlentherapie.
1993 erhielt er einen Ruf auf die Professur für Strahlentherapie an der Freien Universität Berlin und wurde zudem Direktor der Klinik für Radioonkologie und Strahlentherapie am Universitätsklinikum Benjamin Franklin (heute: Charité Universitätsmedizin Berlin, Campus Benjamin Franklin CBF) in Berlin-Lichterfelde. 1997 wurde er Stellvertretender Ärztlicher Direktor und 2000 zum Ärztlichen Direktor und Nachfolger von Ernst-Otto Riecken am Campus Benjamin Franklin CBF und Vorsitzender des Klinikumvorstandes gewählt. Er war wesentlich eingebunden an der Neuausrichtung der Berliner Universitätsmedizin und insbesondere der Entwicklung des Universitätsklinikum Benjamin Franklin zum Charité Universitätsmedizin Berlin, Campus Benjamin Franklin CBF. Er war von 2003 bis zu seinem Ruhestand 2012 Direktor der Klinik für Radioonkologie und Strahlentherapie sowie auch langjähriger Vorsitzender des Tumorzentrums.
Hinkelbein war Mitglied zahlreicher Fachgesellschaften, die er zum Teil mitbegründet hat, unter anderem Ordentliches Mitglied der Berliner Wissenschaftlichen Gesellschaft. Er war langjähriger Präsident der Deutschen Gesellschaft für Radioonkologie e. V. (DEGRO).
Er hat mehr als 150 wissenschaftliche Publikationen veröffentlicht.
Wolfgang Hinkelbein starb 2015 im Alter von 67 Jahren. Sein Grab befindet sich auf dem Waldfriedhof Dahlem in Berlin.